# خیابان لانزداون
خیابان لانزداون (انگلیسی: Lansdowne Avenue) یک جاده شریانی در تورنتو، انتاریو است. این مسیر شمال-جنوب است و از خیابان کوئین غربی شروع می‌شود و به سمت شمال به خیابان سنت کلیر ادامه می‌یابد. خیابان لانزداون در اصل یک جاده شریانی چهار بانده است که از دو خط به‌طور منظم برای پارک خودرو استفاده می‌شود.